# Au nord du Yukon
Au nord du Yukon est une histoire en bande dessinée de Carl Barks, dessinée avec l'aide de Pat Block. Elle met en scène Balthazar Picsou accompagné par ses neveux Donald, Riri, Fifi et Loulou ; il affronte Soapy Slick. L'histoire se déroule à Donaldville et en Alaska, au nord du fleuve Yukon.

## Synopsis
Après que des journalistes ont obtenu l'accord de Picsou pour publier un dossier sur sa fortune, un prêteur de Goldbloom en Alaska, Soapy Slick, fait savoir qu'il a une reconnaissance de dette de Picsou depuis 1898… Picsou, sûr de l'avoir remboursé, doit se rendre en Alaska avec le reçu du remboursement.
Le malhonnête Soapy Slick provoque la perte du papier : le sac où il se trouve est jeté de l'avion de Picsou près d'une rivière gelé. Soapy et Picsou se lancent dans une course de traîneau pour retrouver le reçu.

## Fiche technique
- Histoire n°WUS 59-01.
- Éditeur : Western Publishing.
- Titre en anglais : North of the Yukon.
- Titre en français : Au nord du Yukon, puis également Une chaude affaire dans le Grand Nord, Oncle Picsou défend son or, Une fortune sur la banquise.
- 24 planches.
- Auteur et dessinateur : Carl Barks.
- Première publication aux États-Unis: Uncle Scrooge n°59, septembre 1965.
- Première publication en France : Le Journal de Mickey n°826, 24 mars 1968.

## Cette histoire dans l'œuvre de Carl Barks
Au nord du Yukon est une des dernières histoires écrites et dessinées par Carl Barks qui prend sa retraite en 1966 ; il écrit quelques histoires pour les dessinateurs de Western Publishing par la suite. L'histoire traduit ce fait en ancrant l'histoire dans les années 1960 avec le rôle important de journalistes-reporters en quête de scoops.
L'histoire rappelle un épisode de la vie de Picsou, au temps de la ruée vers l'or du Klondike (Yukon canadien). C'est au cours de celle-ci que Barks a placé la découverte de la pépite d'or qui rendit Picsou riche et de sa relation d'amour-haine avec Goldie O'Gilt (voir Retour au Klondike).
Comme pour la plupart des méchants de ses histoires, Barks fait de Soapy Slick un cochon anthropomorphe, animal que le dessinateur n'aimait pas.

## Cette histoire reprise par Don Rosa
Cette histoire a aidé Don Rosa dans l'écriture d'épisodes de la Jeunesse de Picsou. Au début de l'épisode 9, « Le Milliardaire des landes perdues », Picsou rembourse Soapy Slick. Don Rosa redessine pour cela les cases de Barks de Au nord du Yukon.
Par contre, dans l'épisode précédent « l'Empereur du Klondike » modifie la chronologie et complète l'histoire de Barks pour expliquer pourquoi Soapy Slick se trouve en Alaska et non, à Skagway ou Dawson City, sur le parcours prévisible de la ruée vers l'or. Il raconte la rivalité entre Picsou et Slick pour justifier le déplacement. Il avance de deux ans l'accord du prêt à 100 % d'intérêts puisqu'en 1898, toutes les concessions du Yukon étaient déclarées.

## Sources
- (en) Base INDUCKS : WUS 59-01 → Au nord du Yukon
- Don Rosa, The Life and Times of Scrooge McDuck, 2005 ; commentaires par Don Rosa des épisodes 8 et 9.